# Indo-griechisches Münzwesen

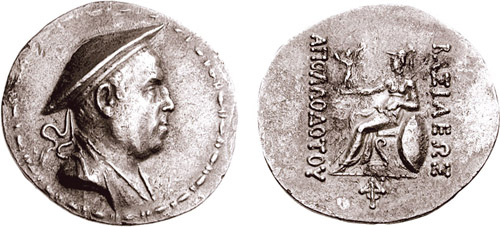
Münze Apollodotos' I.

Das Indo-griechische Münzwesen entwickelte sich aus dem griechisch-baktrischen Münzwesen. Das Indo-Griechische Königreich regierte im Hindukusch und nördlichen Pakistan vom zweiten Jahrhundert v. Chr. bis um Christi Geburt. Es ist in der Forschung umstritten, ob es sich um ein einzelnes Königreich handelte, oder ob es ab einem gewissen Zeitpunkt in mehrere kleinere Reiche zerfiel. Auch nach dem Untergang der Indo-Griechen bestand deren Münzwesen bei den nachfolgenden Völkern fort.
Die Indo-Griechen regierten in Teilen Indiens, die zwar von Alexander dem Großen erobert worden waren, die aber nach seinem Tod wieder an Indien, vor allem das Maurya-Reich gingen. Ab der Mitte des zweiten vorchristlichen Jahrhunderts gab es Eroberungen von Seiten des Griechisch-baktrischen Königreiches. Die Währung des neuen Königreiches zeigte Elemente des griechisch-baktrischen Münzwesens, aber auch solche des Maurya-Reiches.
Die meisten Münzen zeigen auf der Vorderseite das Bild des Herrschers in einem rein hellenistischen Stil. Auf der Rückseite findet sich das Bild einer Gottheit. Beischriften sind in Griechisch, es kommen aber auch solche in Kharoshthi-Schrift vor. Aus dem Maurya-Reich ist die viereckige Form zahlreicher Münzen übernommen. Die Gold-Statere der Indo-Griechen wiegen etwa 8,4 g und entsprechen hellenistischen Standards. Die Silbermünzen zeigen jedoch ein anderes Gewicht und werden oftmals als indische Tetradrachmen bezeichnet. Sie wiegen etwa 9,6 g und einfache Drachmen 2,4 g. Sie liegen damit nur leicht über dem Gewicht der attischen Hemidrachme, basieren also auf attischen Standards. Die Münzreformen sind unter Apollodotos I. eingeleitet worden. Dieses Münzsystem blieb bei den Indo-Skythen und bei den Indo-Parthern bestehen.